# Campeonato Carioca de Futebol de 2016 - Série B
O Campeonato Carioca da Série B de 2016 foi a 39ª edição da segunda divisão do campeonato estadual de futebol profissional do Rio de Janeiro. A competição foi organizada pela Federação de Futebol do Estado do Rio de Janeiro (FERJ).

## Regulamento
A forma de disputa foi a mesma do ano anterior, dividida em dois turnos (Taça Santos Dumont e Taça Corcovado), além de um triangular para apurar os dois times que subiriam à Série A do Campeonato Carioca de 2017. O Arbitral que definiu os grupos e a tabela da competição foi realizado no dia 2 de dezembro.

### Critérios de desempate
Para o desempate entre duas ou mais equipes segue-se a ordem definida abaixo:
1. Número de vitórias
2. Saldo de gols
3. Gols marcados
4. Número de cartões amarelos e vermelhos
5. Sorteio

## Participantes
| Equipe              | Cidade                | Em 2015       | Estádio                    | Capacidade  | Títulos            |
| ------------------- | --------------------- | ------------- | -------------------------- | ----------- | ------------------ |
| Americano           | Campos dos Goytacazes | 3º            | Ferreirão                  | 900         | 0 (não possui)     |
| Angra dos Reis      | Angra dos Reis        | 8º            | Jair Toscano               | 1 500       | 0 (não possui)     |
| Artsul              | Nova Iguaçu           | 2º (Série C)  | Nivaldo Pereira            | 2 184       | 0 (não possui)     |
| Audax Rio           | São João de Meriti    | 12º           | Moça Bonita                | 9 024       | 0 (não possui)     |
| Barra da Tijuca     | Rio de Janeiro        | 15º           | Moça Bonita                | 9 024       | 0 (não possui)     |
| Barra Mansa         | Barra Mansa           | 16º (Série A) | Trabalhador                | 4 600       | 2 (último em 2014) |
| Campos[CAA]         | Campos dos Goytacazes | 3º (Série C)  | Ângelo de Carvalho         | 900         | 0 (não possui)     |
| Ceres               | Rio de Janeiro        | 14º           | Luso Brasileiro Rua Bariri | 4 697 8 300 | 0 (não possui)     |
| Duque de Caxias     | Duque de Caxias       | 4º            | Marrentão Los Larios       | 3 334 6 300 | 0 (não possui)     |
| Gonçalense          | São Gonçalo           | 5º            | Rua Bariri Elcyr Resende   | 8 300 4 315 | 0 (não possui)     |
| Goytacaz            | Campos dos Goytacazes | 6º            | Ary de Oliveira            | 5 800       | 1 (último em 1982) |
| Itaboraí            | Itaboraí              | 1º (Série C)  | Alziro de Almeida          | 900         | 0 (não possui)     |
| Nova Iguaçu         | Nova Iguaçu           | 15º (Série A) | Laranjão                   | 1 810       | 1 (último em 2005) |
| Olaria              | Rio de Janeiro        | 7º            | Rua Bariri                 | 8 300       | 3 (último em 1983) |
| Queimados FC        | Queimados             | 10º           | Nivaldo Pereira            | 2 184       | 0 (não possui)     |
| Sampaio Corrêa-RJ   | Saquarema             | 9º            | Lourival Gomes             | 1 800       | 0 (não possui)     |
| Santa Cruz-RJ[SCZ]  | Rio de Janeiro        | 4º (Série C)  | Marrentão                  | 3 334       | 0 (não possui)     |
| São Cristóvão       | Rio de Janeiro        | 11º           | Rua Bariri                 | 8 300       | 2 (último em 1965) |
| São Gonçalo FC[SFC] | São Gonçalo           | 13º           | Alziro de Almeida          | 900         | 0 (não possui)     |

Notas
- CAA: ^  O Campos disputou a competição com uma parceria com a equipe do Carapebus.[3]
- SCZ: ^  O Santa Cruz disputou a competição com uma parceria com a equipe do Belford Roxo.
- SFC: ^  São Gonçalo FC desistiu da competição e foi rebaixado automaticamente para o Série C de 2017.

## Primeiro turno (Taça Santos Dumont)

### Fase de grupos
| Pos | Time            | PG | J | V | E | D | GP | GS | SG  |
| --- | --------------- | -- | - | - | - | - | -- | -- | --- |
| 1   | Itaboraí        | 20 | 9 | 6 | 2 | 1 | 17 | 8  | +9  |
| 2   | Americano       | 18 | 9 | 5 | 3 | 1 | 17 | 10 | +7  |
| 3   | Artsul          | 15 | 9 | 5 | 0 | 4 | 18 | 14 | +4  |
| 4   | Queimados FC    | 14 | 9 | 4 | 2 | 3 | 14 | 12 | +2  |
| 5   | Goytacaz        | 13 | 9 | 4 | 1 | 4 | 10 | 10 | 0   |
| 6   | Barra da Tijuca | 12 | 9 | 3 | 3 | 3 | 8  | 6  | +2  |
| 7   | São Cristóvão   | 12 | 9 | 3 | 3 | 3 | 15 | 14 | +1  |
| 8   | Audax Rio       | 9  | 9 | 2 | 3 | 4 | 4  | 14 | –10 |
| 9   | Ceres           | 7  | 9 | 2 | 1 | 6 | 8  | 19 | –11 |

| Pos | Time              | PG | J | V | E | D | GP | GS | SG  |
| --- | ----------------- | -- | - | - | - | - | -- | -- | --- |
| 1   | Nova Iguaçu       | 20 | 9 | 6 | 2 | 1 | 20 | 9  | +11 |
| 2   | Sampaio Corrêa-RJ | 14 | 9 | 4 | 4 | 1 | 22 | 11 | +11 |
| 3   | Angra dos Reis    | 13 | 9 | 4 | 1 | 4 | 14 | 11 | +3  |
| 4   | Olaria            | 12 | 9 | 4 | 0 | 5 | 10 | 13 | –3  |
| 5   | Barra Mansa       | 11 | 9 | 3 | 2 | 4 | 5  | 8  | –3  |
| 6   | Santa Cruz-RJ     | 10 | 9 | 3 | 1 | 5 | 7  | 19 | –12 |
| 7   | Campos            | 10 | 9 | 2 | 4 | 3 | 8  | 8  | 0   |
| 8   | Gonçalense        | 8  | 9 | 2 | 2 | 5 | 13 | 16 | –3  |
| 9   | Duque de Caxias   | 7  | 9 | 2 | 1 | 6 | 8  | 16 | –8  |

### Desempenho por rodada
|         | Rodadas | Rodadas | Rodadas | Rodadas | Rodadas | Rodadas | Rodadas | Rodadas | Rodadas | Rodadas |
| ------- | ------- | ------- | ------- | ------- | ------- | ------- | ------- | ------- | ------- | ------- |
| 1       | 2       | 3       | 4       | 5       | 6       | 7       | 8       | 9       | 10      |         |
| Grupo A | QUE     | QUE     | ADI     | ADI     | ADI     | ADI     | ART     | ADI     | AMC     | ADI     |
| Grupo B | NVG     | NVG     | NVG     | NVG     | NVG     | NVG     | NVG     | NVG     | NVG     | NVG     |

|         | Rodadas | Rodadas | Rodadas | Rodadas | Rodadas | Rodadas | Rodadas | Rodadas | Rodadas | Rodadas |
| ------- | ------- | ------- | ------- | ------- | ------- | ------- | ------- | ------- | ------- | ------- |
| 1       | 2       | 3       | 4       | 5       | 6       | 7       | 8       | 9       | 10      |         |
| Grupo A | GOY     | GOY     | BTJ     | AUD     | AUD     | AUD     | BTJ     | CER     | CER     | CER     |
| Grupo B | SCZ     | SCZ     | SCZ     | SCZ     | OLA     | OLA     | GON     | GON     | DCA     | DCA     |

### Fase final
- Em itálico, as equipes que fazem a primeira partida em casa.

|  | Semifinais        | Semifinais  | Semifinais | Semifinais |   |          | Final | Final | Final | Final |
|  |                   |             |            |            |   |          |       |       |       |       |
|  | Sampaio Corrêa-RJ | 1           | 0          | 1          |   |          |       |       |       |       |
|  | Itaboraí          | 2           | 2          | 4          |   |          |       |       |       |       |
|  | Itaboraí          | 2           | 2          | 4          |   | Itaboraí | 1     | 1     | 2     |       |
|  |                   |             |            |            |   | Itaboraí | 1     | 1     | 2     |       |
|  |                   | Nova Iguaçu | 1          | 2          | 3 |          |       |       |       |       |
|  | Americano         | Nova Iguaçu | 1          | 2          | 3 | 0        | 0     | 0     |       |       |
|  | Americano         |             |            |            |   | 0        | 0     | 0     |       |       |
|  | Nova Iguaçu       | 1           | 3          | 4          |   |          |       |       |       |       |

### Premiação
| Taça Santos Dumont de 2016      |
| Nova Iguaçu                     |
| ------------------------------- |
| NOVA IGUAÇU Campeão (1º título) |

## Segundo turno (Taça Corcovado)

### Fase de grupos
| Pos | Time            | PG | J | V | E | D | GP | GS | SG  |
| --- | --------------- | -- | - | - | - | - | -- | -- | --- |
| 1   | Americano       | 22 | 8 | 7 | 1 | 0 | 13 | 4  | +9  |
| 2   | Audax Rio       | 19 | 8 | 6 | 1 | 1 | 14 | 3  | +11 |
| 3   | Itaboraí        | 19 | 8 | 6 | 1 | 1 | 19 | 9  | +10 |
| 4   | São Cristóvão   | 10 | 8 | 3 | 1 | 4 | 11 | 12 | –1  |
| 5   | Queimados FC    | 10 | 8 | 3 | 1 | 4 | 9  | 11 | –2  |
| 6   | Artsul          | 9  | 8 | 3 | 0 | 5 | 13 | 9  | +4  |
| 7   | Barra da Tijuca | 9  | 8 | 2 | 3 | 3 | 9  | 9  | 0   |
| 8   | Goytacaz        | 5  | 8 | 1 | 2 | 5 | 8  | 15 | –7  |
| 9   | Ceres           | 0  | 8 | 0 | 0 | 8 | 4  | 26 | –22 |

| Pos | Time                | PG | J | V | E | D | GP | GS | SG  |
| --- | ------------------- | -- | - | - | - | - | -- | -- | --- |
| 1   | Campos              | 20 | 8 | 6 | 2 | 0 | 15 | 4  | +11 |
| 2   | Olaria              | 18 | 8 | 5 | 3 | 0 | 15 | 3  | +12 |
| 3   | Gonçalense          | 12 | 8 | 4 | 0 | 4 | 18 | 9  | +9  |
| 4   | Duque de Caxias     | 11 | 8 | 3 | 2 | 3 | 7  | 14 | –6  |
| 5   | Nova Iguaçu         | 10 | 8 | 3 | 1 | 4 | 10 | 9  | +1  |
| 6   | Barra Mansa         | 8  | 8 | 2 | 2 | 4 | 8  | 11 | –3  |
| 7   | Sampaio Corrêa-RJ   | 7  | 8 | 2 | 1 | 5 | 13 | 14 | –1  |
| 8   | Santa Cruz-RJ       | 0  | 8 | 0 | 0 | 8 | 4  | 32 | –28 |
| 9   | Angra dos Reis[Pun] | –1 | 8 | 5 | 1 | 2 | 11 | 4  | +7  |

### Desempenho por rodada
|         | Rodadas | Rodadas | Rodadas | Rodadas | Rodadas | Rodadas | Rodadas | Rodadas | Rodadas |
| ------- | ------- | ------- | ------- | ------- | ------- | ------- | ------- | ------- | ------- |
| 1       | 2       | 3       | 4       | 5       | 6       | 7       | 8       | 9       |         |
| Grupo A | ART     | AUD     | BTJ     | AMC     | AUD     | AUD     | AUD     | AMC     | AMC     |
| Grupo B | CAA     | CAA     | CAA     | CAA     | CAA     | CAA     | CAA     | CAA     | CAA     |

|         | Rodadas | Rodadas | Rodadas | Rodadas | Rodadas | Rodadas | Rodadas | Rodadas | Rodadas |
| ------- | ------- | ------- | ------- | ------- | ------- | ------- | ------- | ------- | ------- |
| 1       | 2       | 3       | 4       | 5       | 6       | 7       | 8       | 9       |         |
| Grupo A | SCR     | CER     | CER     | CER     | CER     | CER     | CER     | CER     | CER     |
| Grupo B | SCZ     | SCZ     | SCZ     | SCZ     | SCZ     | SCZ     | SCZ     | SCZ     | SCZ     |

### Fase final
- Em itálico, as equipes que fazem a primeira partida em casa.

|  | Semifinais | Semifinais | Semifinais | Semifinais |   |        | Final | Final | Final | Final |
|  |            |            |            |            |   |        |       |       |       |       |
|  | Audax Rio  | 2          | 0          | 2          |   |        |       |       |       |       |
|  | Campos     | 3          | 1          | 4          |   |        |       |       |       |       |
|  | Campos     | 3          | 1          | 4          |   | Campos | 0     | 3     | 3     |       |
|  |            |            |            |            |   | Campos | 0     | 3     | 3     |       |
|  |            | Americano  | 0          | 1          | 1 |        |       |       |       |       |
|  | Olaria     | Americano  | 0          | 1          | 1 | 1      | 1     | 2     |       |       |
|  | Olaria     |            |            |            |   | 1      | 1     | 2     |       |       |
|  | Americano  | 1          | 3          | 4          |   |        |       |       |       |       |

### Premiação
| Taça Corcovado de 2016     |
| -------------------------- |
| CAMPOS Campeão (1º título) |

## Turno Final
O turno final foi disputado pelos clubes campeões da Taça Santos Dumont e da Taça Corcovado (que entrou neste triangular com um ponto extra cada) — Nova Iguaçu e Campos, respectivamente — e pelo clube com a melhor pontuação das fases classificatórias (excluídos os campeões anteriormente mencionados), Itaboraí. Se o mesmo clube tivesse vencido as duas Taças, o que não aconteceu, não haveria o turno final.

### Paralisação da Competição
O triangular foi suspenso pelo TJD-RJ depois da apuração de um áudio suspeito que acusava dirigentes do Americano de manipularem a competição. O Americano foi multado, mas não foi excluído da competição. O Itaboraí entrou com recurso para recorrer à punição, alegando que o Cano deveria ser excluído da competição como consta o artigo 69 da FIFA. O julgamento do recurso ocorreu no auditório da OAB-RJ e o pleno do TJD manteve a punição para a equipe campista. Porém novamente a equipe do Itaboraí recorreu. Só que dessa vez, o Pleno do STJD decidiu, por 7 votos a 1, excluir o Americano da Série B do Campeonato Carioca por conta da manipulação de resultados.

### Classificação
| Pos | Time        | PG | J | V | E | D | GP | GS | SG |
| --- | ----------- | -- | - | - | - | - | -- | -- | -- |
| 1   | Nova Iguaçu | 9  | 4 | 2 | 2 | 0 | 4  | 2  | +2 |
| 2   | Campos      | 7  | 4 | 1 | 3 | 0 | 4  | 2  | +2 |
| 3   | Itaboraí    | 1  | 4 | 0 | 1 | 3 | 0  | 4  | –4 |

|             | CAA | ADI | NIG |
| ----------- | --- | --- | --- |
| Campos      | –   | 0–0 | 1–1 |
| Itaboraí    | 0–2 | –   | 0–1 |
| Nova Iguaçu | 1–1 | 1-0 | –   |

### Premiação
| Campeonato Carioca de 2016 Série B |
| Nova Iguaçu                        |
| ---------------------------------- |
| NOVA IGUAÇU Campeão (2º título)    |

## Torneio Capital
O Torneio Capital foi o torneio envolvendo as partidas entre si dos times do Grande Rio durante a realização da Taça Santos Dumont e a Taça Corcovado, não contando partidas semifinais ou final de turno, nem do turno final.
| Pos | Time            | PG | J | V | E | D | GP | GS | SG  |
| --- | --------------- | -- | - | - | - | - | -- | -- | --- |
| 1   | Audax Rio       | 19 | 9 | 6 | 1 | 2 | 12 | 7  | +5  |
| 2   | Nova Iguaçu     | 16 | 9 | 5 | 1 | 3 | 19 | 10 | +9  |
| 3   | Olaria          | 16 | 9 | 5 | 1 | 3 | 19 | 11 | +8  |
| 4   | Artsul          | 15 | 9 | 5 | 0 | 4 | 19 | 10 | +9  |
| 5   | Barra da Tijuca | 14 | 9 | 4 | 2 | 3 | 13 | 9  | +4  |
| 6   | Duque de Caxias | 14 | 9 | 4 | 2 | 3 | 11 | 11 | 0   |
| 7   | São Cristóvão   | 13 | 9 | 4 | 1 | 4 | 17 | 15 | +2  |
| 8   | Queimados FC    | 13 | 9 | 4 | 1 | 4 | 13 | 11 | +2  |
| 9   | Santa Cruz-RJ   | 7  | 9 | 2 | 1 | 6 | 4  | 24 | –20 |
| 10  | Ceres           | 3  | 9 | 1 | 0 | 8 | 6  | 25 | –19 |

### Premiação
| Torneio Capital de 2016       |
| São João de Meriti            |
| ----------------------------- |
| AUDAX RIO Campeão (1º título) |

## Torneio Interior
O Torneio Interior foi parecido com o Torneio Capital, envolve os jogos dos times do interior do Rio de Janeiro durante a Taça Santos Dumont e a Taça Corcovado, não sendo consideradas partidas semifinais, final ou do turno final.
| Pos | Time              | PG | J | V | E | D | GP | GS | SG |
| --- | ----------------- | -- | - | - | - | - | -- | -- | -- |
| 1   | Americano         | 17 | 7 | 5 | 2 | 0 | 13 | 8  | +5 |
| 2   | Itaboraí          | 14 | 7 | 4 | 2 | 1 | 14 | 9  | +5 |
| 3   | Campos            | 13 | 7 | 4 | 1 | 2 | 10 | 5  | +5 |
| 4   | Gonçalense        | 10 | 7 | 3 | 1 | 3 | 11 | 11 | 0  |
| 5   | Goytacaz          | 7  | 7 | 2 | 1 | 4 | 8  | 11 | –3 |
| 6   | Angra dos Reis    | 6  | 7 | 2 | 0 | 5 | 5  | 8  | –3 |
| 7   | Sampaio Corrêa-RJ | 6  | 7 | 1 | 3 | 3 | 11 | 14 | –3 |
| 8   | Barra Mansa       | 5  | 7 | 1 | 2 | 4 | 6  | 12 | –6 |

### Premiação
| Torneio Interior de 2016      |
| Campos dos Goytacazes         |
| ----------------------------- |
| AMERICANO Campeão (1º título) |